# Calymmochilus marksae
Calymmochilus marksae  (лат.) — вид мелких паразитических наездников—эвпельмид (Eupelmidae) рода Calymmochilus.

## Распространение
Австралия (Виктория, Квинсленд, Новый Южный Уэльс).

## Описание
Длина около 3 мм (самки брахиптерные). Усики самцов нитевидные из 7 члеников. Голова темно-коричневая, усики желтовато-коричневые, грудь от желтого до коричневого, ноги желтоватые.
Вид был впервые описан в 1988 году чешско-британским гименоптерологом Зденеком Боучеком (Zdenĕk Bouček, 1924-2011).